# Чингиз Мехмед Герай
Чингиз Мехмед Герай е османски аянин.

## Биография
Чингиз Мехмед Герай е потомък на кримската владетелска фамилия Гераи и в края на XVIII век притежава владенията на рода около Върбица.
Той участва със свои войници в Руско-турската война от 1787 – 1792 година и през есента на 1791 година е сред множеството дезертьори, напуснали зоната на бойните действия в Молдова и връщащи се в България. Той се укрепява в именията си във Върбица, събирайки войска и други видни дезертьори, като Исмаил Тръстениклиоглу. Властите го обявяват за разбойник и се опитват неуспешно да потушат бунта с войски от Егейска Македония, тъй като местните аяни не им съдействат.
Според османски източници със спорна достоверност, през следващите месеци Чингиз Герай облага с тежки данъци Източния Предбалкан, но е прогонен от шуменския мухафъз Мехмед паша, укрива се при своя сродник Селямет Герай в Лозенградско и при тъста си, търновския аян Осман ефенди, но в крайна сметка е заловен и затворен.
През 1799 година Чингиз Мехмед Герай е на свобода и потегля със своя армия от мюсюлмани и християни през Влашко в помощ на обсадения от султанските войски във Видин Осман Пазвантоглу. Тежката зима го задържа при Крайова за няколко месеца, през които извършва грабежи из Олтения. Според предадени от Софроний Врачански слухове, във Видин Герай и Пазвантоглу се споразумяват да предявят претенциите на Гераите за наследство на Османовата династия, като Чингиз Герай стане султан, а Осман Пазвантоглу негов везир. През следващите месеци Чингиз Герай установява контрол над Търново и обсажда Шумен, като към войските му се присъединяват много идващи от Тракия кърджалии. По-късно през 1800 година Герай изглежда участва и в големия кърджалийски поход в Тракия, стигнал до Сливен, Одрин и Лозенград.